# 池田綱重
池田 綱重（いけだ つなしげ）は、戦国時代から江戸時代前期にかけての武将、真田氏の家臣。

## 経歴
父は吾妻斎藤氏家臣であった池田重安。永禄8年（1565年）に重安は斎藤城虎丸と共に嶽山城に籠城し武田氏に抵抗したが、真田幸綱を通じて降伏し、以後真田家臣となった。
幸綱・信綱の死後は昌幸に仕え、重臣として活動した。1585年（天正13年）、第一次上田合戦では鉄砲隊を率い徳川軍に奇襲を仕掛け、奇襲名人と称される。昌幸が秀吉に服従してからは伏見の屋敷に移り住んだ。関ヶ原の戦いの際は昌幸に従い上田城に籠城した。戦後は昌幸、信繁らとともに九度山へ入ったが、昌幸の生前に帰国して信之に仕えた。信之の元でも藩政に重きをなした。墓所は長野市松代町長国寺。